# Chùa Trường Thọ
Chùa Trường Thọ là một ngôi chùa cổ thuộc hệ phái Lâm Tế; hiện toạ lạc ở số 53/524 đường Nguyễn Văn Nghi, quận Gò Vấp, Thành phố Hồ Chí Minh, Việt Nam.

## Lịch sử
Hiện chưa biết người lập và năm dựng chùa Trường Thọ, chỉ phỏng đoán là dựng vào thế kỷ 18.
Ban đầu, chùa ở thôn Hòa Mỹ (nay là vùng Đa Kao – Thị Nghè), thuộc tổng Bình Trị, huyện Bình Dương, phủ Tân Bình, Gia Định thành .
Năm 1859, quân Pháp đánh chiếm Gia Định. Sau đó, chùa được dời về Gò Vấp ở vị trí hiện nay.
Kể từ khi thành lập cho đến nay, chùa lần lượt có tên là:
-Chùa Vĩnh Trường.
-Sắc Tứ Pháp Vũ Tự (敕 賜 塔 宇 寺, gọi tắt là chùa Pháp Vũ), được ban dưới triều vua Gia Long (không rõ năm).
-Sắc Tứ Trường Thọ Tự (敕 賜 長 壽, gọi là chùa Trường Thọ), được ban dưới triều vua Tự Đức (không rõ năm).
Chùa đã được trùng tu nhiều lần, gần nhất là năm 1994-1995. Diện mạo hiện nay là do đợt trùng tu vào cuối thế kỷ 19.

## Cổ vật quý
Trong chùa Trường Thọ còn giữ được nhiều di vật cổ có giá trị, như:
-Hai tấm biển "sắc tứ" của vua Gia Long và vua Tự Đức đã ban cho chùa.
-Tượng Phật A Di Đà bằng gỗ mít (cao 1,8 m, không có bệ)
.:-Bộ tượng Di Đà Tam Tôn (A Di Đà, Quán Thế âm, Đại Thế Chí) bằng gỗ (cao 0,9 m, ngang 0,5 m). Đây là 3 pho tượng cổ nhất ở chùa.
-Bộ tượng Thập Bát La Hán bằng đất nung phủ sơn (cao 0,57 m, đế cao 0,15m, ngang 0,43 m).
-Bộ tượng Thập Điện Diêm Vương bằng gỗ mít (cao 0,67 m, ngang 0,33 m).
Ngoài ra, trong chùa còn đại hồng chung (cao 1,10 m, đường kính 0,62 m) có khắc 2 hàng chữ Hán nổi: "嘉 定 城新 平 府 平 洋 縣 平 治 總 和 美 村永 祥 寺 檇 夆 (Gia Định thành, Tân Bình phủ, Bình Dương huyện, Bình Trị tổng, Hoà Mỹ thôn, Vĩnh Tường tự Tuy phong), và: "戊 辰 年 九 月 二 十六 日 (Mậu Thìn niên cửu nguyệt nhị thập lục nhật).
Hiện nay, chùa Trường Thọ đã được công nhận là "Di tích lịch sử – văn hóa" cấp quốc gia.